# Carl Birger Öhman
Carl Birger Öhman, född 1916, död 2004, var en svensk tecknare och målare.
Öhman var huvudsakligen autodidakt som konstnär och bedrev självstudier bland annat i Paris 1948. Tillsammans med Bertil Carlberg ställde han ut i Kristianstad 1947 och han medverkade i ett flertal samlingsutställningar. Han var representerad i Nationalmuseums utställning Unga tecknare 1947. Han arbetade mest med illustrationer och utförde teckningar till bland annat All världens berättare som bildkonstnär målade han landskapsskildringar från Mälartrakten och Skåne samt porträtt.